# Geological Survey of Ireland
Le Geological Survey of Ireland (en irlandais : Suirbhéireacht Gheolaíochta Éireann) est un organisme fondé en 1845 dans le but de produire des cartes, des rapports et des bases de données géologiques sur l'Irlande. Il fait également office de base de connaissances et de partenaire de projet dans tous ces aspects de la discipline. Il dépend du Department of Communications, Energy and Natural Resources (en) et se trouve dans les Beggars Bush Barracks (en) à Dublin. Il est organisé par sections disciplinaires comme l'eau souterraine, le soubassement rocheux, le Quaternaire, l'ingénierie géotechnique, le patrimoine naturel, le monde marin, les minéraux, etc.
Le BRGM et le British Geological Survey en sont leur penchant français et britannique.